# Henry Douglas Wynter
Henry Douglas Wynter, avstralski general, * 5. junij 1886, † 7. februar 1945.